# Stictopisthus madeirensis
Stictopisthus madeirensis är en stekelart som beskrevs av Schwenke 1999. Stictopisthus madeirensis ingår i släktet Stictopisthus och familjen brokparasitsteklar. Inga underarter finns listade i Catalogue of Life.